# Resultados do Carnaval de São Paulo em 2003
Esta página contém os resultados do Carnaval de São Paulo em 2003.

## Escolas de samba

### Grupo Especial
Os desfiles do grupo especial ocorreram nos dias 28 de fevereiro e 1º de março no sambódromo do Anhembi. A Gaviões da Fiel que havia se tornado campeã do ano anterior se tornou bicampeã. Em 2003, nenhuma escola foi rebaixada para o grupo de acesso do carnaval paulistano. Isso ocorreu devido a um incêndio no barracão da agremiação Unidos do Peruche. Consequentemente,em 2004,o grupo especial de São Paulo contou com 16 escolas de samba.
Ordem de Desfile
| Sexta-feira (28/02/2003) | Sábado (01/03/2003) |
| 1. Barroca Zona Sul 2. Unidos de Vila Maria 3. Rosas de Ouro 4. Águia de Ouro 5. Gaviões da Fiel 6. Vai-Vai 7. Acadêmicos do Tucuruvi | 1. Império de Casa Verde 2. Unidos do Peruche 3. Nenê de Vila Matilde 4. Camisa Verde e Branco 5. Mocidade Alegre 6. Leandro de Itaquera 7. X-9-Paulistana |

Classificação
| Legenda: Campeã |

| Col. | Escola                 | Enredo | Pontos |
| ---- | ---------------------- | --- | ------ |
| 1    | Gaviões da Fiel        | As Cinco Deusas Encantadas na Corte do Rei Gavião                                                                          | 200,00 |
| 2    | Mocidade Alegre        | Omi! O Berço da Civilização Iorubá                                                                                         | 199,50 |
| 3    | X-9 Paulistana         | Pi, Iê, Rê, Jeribatiba ou Pinheiros, A Deusa dos Rios Clama Pela Preservação: Se Ele Muda o Curso, Pode Mudar Sua História | 199,00 |
| 4    | Nenê de Vila Matilde   | É Melhor ler... O Mundo Colorido de Um Maluco Genial                                                                       | 198,00 |
| 5    | Vai-Vai                | Entre Marchas, Galopes e Cavalgadas                                                                                        | 197,50 |
| 6    | Camisa Verde e Branco  | A Revolta da Chibata: Luta, Coragem e Bravura! João Cândido um Sonho de Liberdade                                          | 197,00 |
| 7    | Leandro de Itaquera    | Qualidade de Vida - Direito do Povo                                                                                        | 197,00 |
| 8    | Rosas de Ouro          | No Circuito das Frutas, Tô de Bem Com a Vida                                                                               | 197,00 |
| 9    | Unidos de Vila Maria   | De Volta ao Passado: Uma Viagem Pela Rodovia do Futuro                                                                     | 196,00 |
| 10   | Acadêmicos do Tucuruvi | Não Calem Minha Voz | 196,00 |
| 11   | Império de Casa Verde  | Nhô João, Preto Velho Milagreiro e Profeta de Todos os Deuses, Lá Pelas Bandas do Cafundó                                  | 195,00 |
| 12   | Águia de Ouro          | Quem Tem Olho Grande Já Entra na China                                                                                     | 195,00 |
| 13   | Unidos do Peruche      | Sou Caipira e Caiçara, da Terra Encantada e do Rio Sagrado, Sou Cone Leste Paulista, Com a Benção da Senhora Aparecida     | 192,00 |
| 14   | Barroca Zona Sul       | De Três Corações a Coroação. Quem Sou Eu? Rei Pelé                                                                         | 187,00 |

### Grupo de Acesso
Os desfiles do grupo de acesso ocorreram no dia 2 de março no sambódromo do Anhembi.
Classificação
| Legenda: Promovida |

| Col. | Escola                | Enredo                                                     | Pontos |
| ---- | --------------------- | ---------------------------------------------------------- | ------ |
| 1    | Acadêmicos do Tatuapé | Abram Alas Para o Rei Abacaxi                              | 200,00 |
| 2    | Imperador do Ipiranga | Sorria! O Imperador da Alegria Chegou!                     | 199,50 |
| 3    | Mancha Verde          | Nuances, Maravilhas da Verde Cor, Um Universo de Esplendor | 199,00 |
| 4    | Tom Maior             | Uma História Sem Fim... Pois o Mundo Não Se Acabou         | 198,50 |
| 5    | Unidos de São Lucas   | São Lucas Canta Adoniran Barbosa                           | 198,00 |
| 6    | Pérola Negra          | A Magia dos Arcanos do Tarô                                | 197,50 |
| 7    | Morro de Casa Verde   | Manaus, A Paris da Selva                                   | 191,00 |
| 8    | Prova de Fogo         | Prova de Fogo na Barca do Inferno                          | 186,50 |

### Grupo 1A
Os desfiles do grupo 1A ocorreram no dia 3 de março.
Classificação
| Legenda: Promovida Rebaixada |

| Col. | Escola                         | Enredo                                                                             | Pontos |
| ---- | ------------------------------ | ---------------------------------------------------------------------------------- | ------ |
| 1    | Camisa 12                      | Nos Caminhos da Igualdade... Milton Santos                                         | 297,5  |
| 2    | Colorado do Brás               | Metamorfose Banto                                                                  | 296,6  |
| 3    | Flor de Liz                    | Água Nossa de Cada Dia                                                             | 292,0  |
| 4    | Flor da Vila Dalila            | Embu de Todas as Artes                                                             | 292,0  |
| 5    | Primeira da Aclimação          | Do Descobrimento às Miscigenações, Somos Todos Irmãos                              | 290,0  |
| 6    | União Independente da Zona Sul | Na Trilha das Aves Que Voam Gritando, São Roque Progresso e Encanto!               | 286,5  |
| 7    | Combinados de Sapopemba        | Aos Vencedores as Batatas                                                          | 286,0  |
| 8    | Tradição da Zona Leste         | Pirapora - Tradição e Samba                                                        | 283,5  |
| 9    | Unidos de São Miguel           | Os Dois Lados da Rua                                                               | 279,0  |
| 10   | Império do Cambuci             | A História de uma História, Que Conta a História de uma Cidade Chamada São Vicente | 184,5  |

### Grupo 2
Os desfiles do grupo 2 ocorreram nos dias 2 e 3 de março.
Classificação
| Legenda: Promovida Rebaixada |

| Col. | Escola                   | Enredo                                                                | Pontos |
| ---- | ------------------------ | --------------------------------------------------------------------- | ------ |
| 1    | Passo de Ouro            | Um Grito de Preservação, O Verde da Paz                               | 197,5  |
| 2    | Unidos do Vale Encantado | Vale Encantado é Fogo, é Luz, é Paixão. A Chama do Seu Coração        | 195    |
| 3    | Imperatriz da Paulicéia  | Arco-Íris, A Festa das Cores                                          | 195    |
| 4    | Brinco da Marquesa       | Jamil - Uma História das Arábias                                      | 193,5  |
| 5    | Lavapés                  | Da Medieval à Atual, Eu Vendo, Você Compra, Na Feira Tudo se Encontra | 192,5  |
| 6    | Império Lapeano          | Cabala, Magia na Explosão das Cores                                   | 192,5  |
| 7    | União Imperial           | A Hora é Essa                                                         | 191,5  |
| 8    | Só Vou Se Você For       | Ouro Preto - Suas Minas Têm Histórias, Suas Histórias Têm Riquezas    | 191,5  |
| 9    | Uirapuru da Mooca        | Um Brinde às Nações                                                   | 191,5  |
| 10   | Paraíso do Samba         | Lendas e Folclores do Maranhão                                        | 188,5  |
| 11   | Iracema, Meu Grande Amor | Inezita Barroso, Viola Minha Viola                                    | 187,5  |
| 12   | Estação Invernada        | Ilha de Itaparica, Beleza e Esplendor na Terra de São Salvador        | 74,5   |
| 13   | Unidos de Guaianases     | Embu das Artes, Uma História de Artes e Artistas                      | 53     |

### Grupo 3 - Oeste
Os desfiles do grupo 3 - Oeste ocorreram no dia 2 de março.
Classificação
| Legenda: Promovida Rebaixada |

| Col. | Escola                     | Enredo                                                                      | Pontos |
| ---- | -------------------------- | --------------------------------------------------------------------------- | ------ |
| 1    | Dragões da Real            | O Brilho de Todas as Estrelas                                               | 99,5   |
| 2    | Flor da Zona Sul           | Na Ginga do Samba, Ela é Negra Guerreira, Negra de Fé És, É Ela Flor Mulher | 98     |
| 3    | Acadêmicos do Ipiranga     | Maíra - O Supremo e a Supremacia                                            | 97,5   |
| 4    | Raiz da Zona Sul           | Pé Rachado                                                                  | 96,5   |
| 5    | União da Vila Albertina    | Influência Africana na Cultura Brasileira                                   | 96     |
| 6    | Cachoeira Império do Samba | Aquarela do Brasil                                                          | 95,5   |
| 7    | Valença de Perus           | Sonho Dourado de Faraó                                                      | 95,5   |
| 8    | Sai da Frente              | Visão do Paraíso, Linda e Magia                                             | 93,5   |
| 9    | Em Cima da Hora            | Essas Admiráveis Mulheres do Samba                                          | 92     |
| 10   | Mocidade Unida da Mooca    | A Magia do Sete                                                             | 58,5   |

### Grupo 3 - Leste
Os desfiles do grupo 3 - Leste ocorreram no dia 2 de março.
Classificação
| Legenda: Promovida Rebaixada |

| Col. | Escola                              | Enredo                                                       | Pontos |
| ---- | ----------------------------------- | ------------------------------------------------------------ | ------ |
| 1    | Príncipe Negro da Cidade Tiradentes | A Receita da Sorte e Proteção                                | 99,5   |
| 2    | Dom Bosco                           | O Mundo Mágico da Criança                                    | 99     |
| 3    | Estação Primeira do Itaim           | Lágrimas de Suor, Uma Conquista de Ser Embaixador (Naldinho) | 98,5   |
| 4    | Torcida Jovem                       | Cassino Brasil                                               | 97     |
| 5    | Primeira da Cidade Líder            | Casa Grande e Senzala                                        | 96,5   |
| 6    | Malungos                            | No Princípio Eram as Deusas, Hoje São as Mulheres            | 96     |
| 7    | União Independente da Vila Prudente | As Quatro Damas de Ébano                                     | 95     |
| 8    | Dragões de São Miguel               | Sou Brasileiro, Gosto de Mulher, Futebol e Cerveja           | 94     |
| 9    | Falcão do Morro Itaquerense         | Na Batida do Tambor                                          | 94     |
| 10   | Dragões de Vila Alpina              | Educação - Um Grito no Escuro                                | 87,5   |

### Grupo de Espera
Os desfiles do grupo de espera ocorreram no dia 3 de março.
Classificação
| Legenda: Campeã |

| Col. | Escola                          | Enredo                                              | Pontos |
| ---- | ------------------------------- | --------------------------------------------------- | ------ |
| 1    | Boêmios da Vila                 | Realidade de uma Infância                           | 99,5   |
| --   | Tradição do Campo Limpo         | Jogos dos Sonhos                                    | ---    |
| --   | Caprichosos de Vila Brasilândia | Antigos Carnavais                                   | ---    |
| --   | Folha Azul dos Marujos          |                                                     | ---    |
| --   | Os Bambas                       | Alimentando Sonhos - Cafú, Do Jardim Irene ao Japão | ---    |